# Недељно поподне на Гренланду
„Недељно поподне на Гренланду” је југословенски документарни ТВ филм из 1973. године. Режирао га је Боро Драшковић који је написао и сценарио.